# Ioan Hora
Adrian Ioan Hora (n. 21 august 1988, Oradea, România) este un fotbalist român aflat sub contract cu UTA Arad.

## Viață personală
În ianuarie 2013, Ioan Hora a fost condamnat la șase luni de închisoare, cu suspendare, pentru că a condus un autovehicul sub influența băuturilor alcoolice.